# Compañía Mexicana de Petróleo El Águila

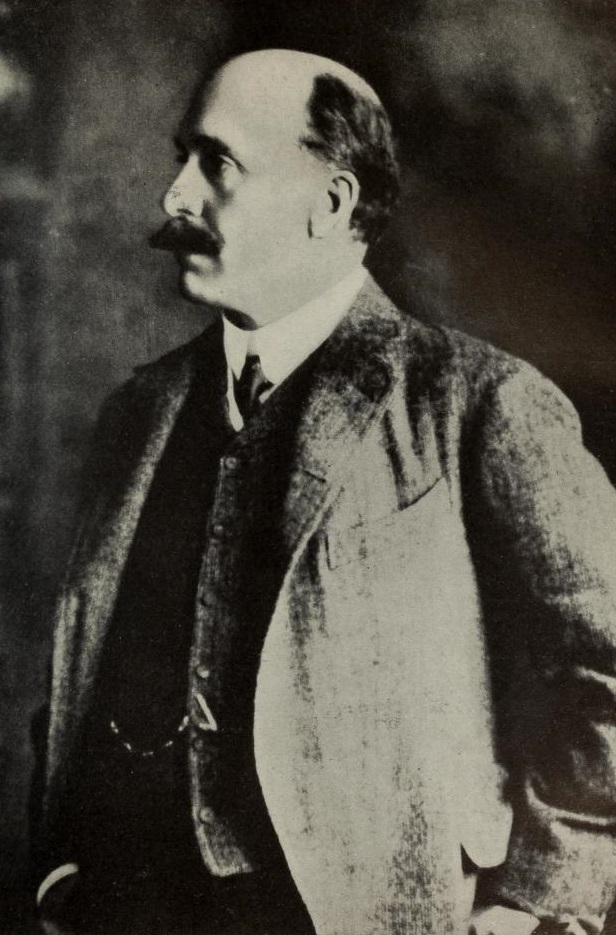
Weetman Pearson

La Compañía Mexicana de Petróleo El Águila S.A. fue una empresa petrolera creada por los ingenieros e inversionistas británicos Weetman Pearson y James Hyslop en 1908. Llegó a representar el 50% del mercado petrolero en México, donde operó 30 años. Fue expropiada en 1938 y disuelta en 1963.

## Llegada de Pearson a México
Weetman Pearson ya era conocido internacionalmente debido a los logros de la compañía de construcción S. Pearson & Son antes de su llegada a territorio mexicano. El presidente Porfirio Díaz fue el responsable de traer al ingeniero británico con motivo de la construcción del Gran canal de desagüe de la Ciudad de México; más adelante fue contratado también para la construcción del puerto y muelles de Veracruz, así como del Ferrocarril Nacional de Tehuantepec.

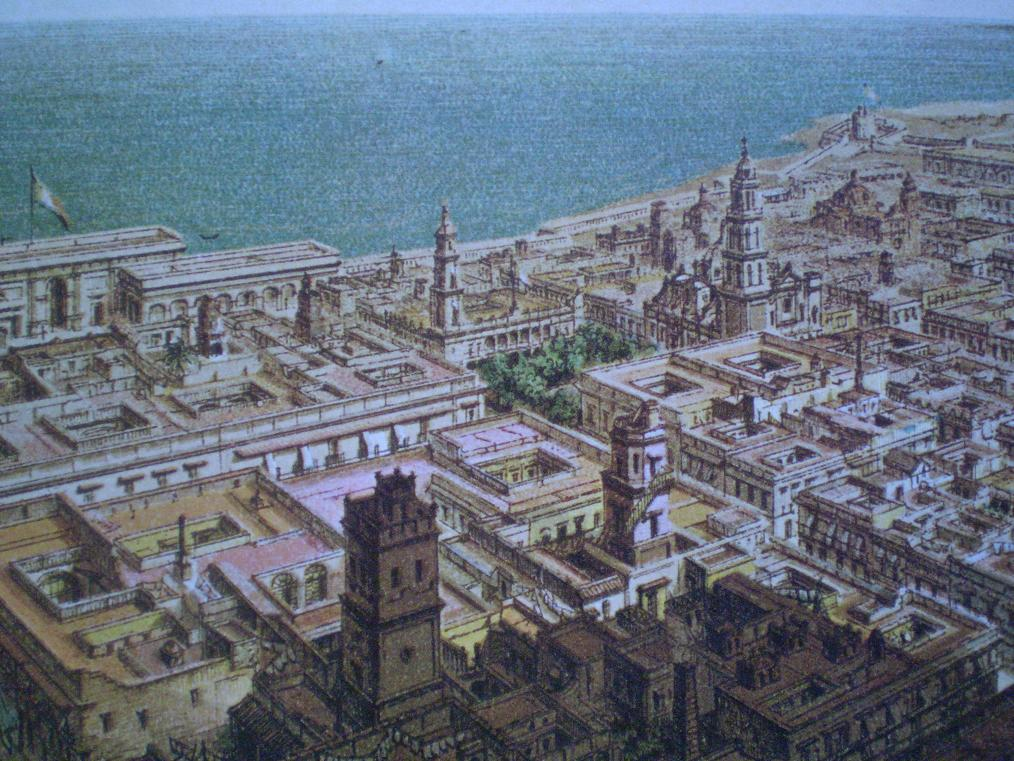
Puerto de Veracruz.

Durante la construcción del Ferrocarril de Tehuantepec, en 1899, John Body (administrador general de la obra) descubrió charcas de alquitrán en San Cristóbal Minatitlán, Veracruz, mientras buscaba materiales de construcción. Después, mientras Pearson estaba de viaje en Texas, comenzó la fiebre petrolera, causada por el descubrimiento del borbollón de petróleo en Spindletop.

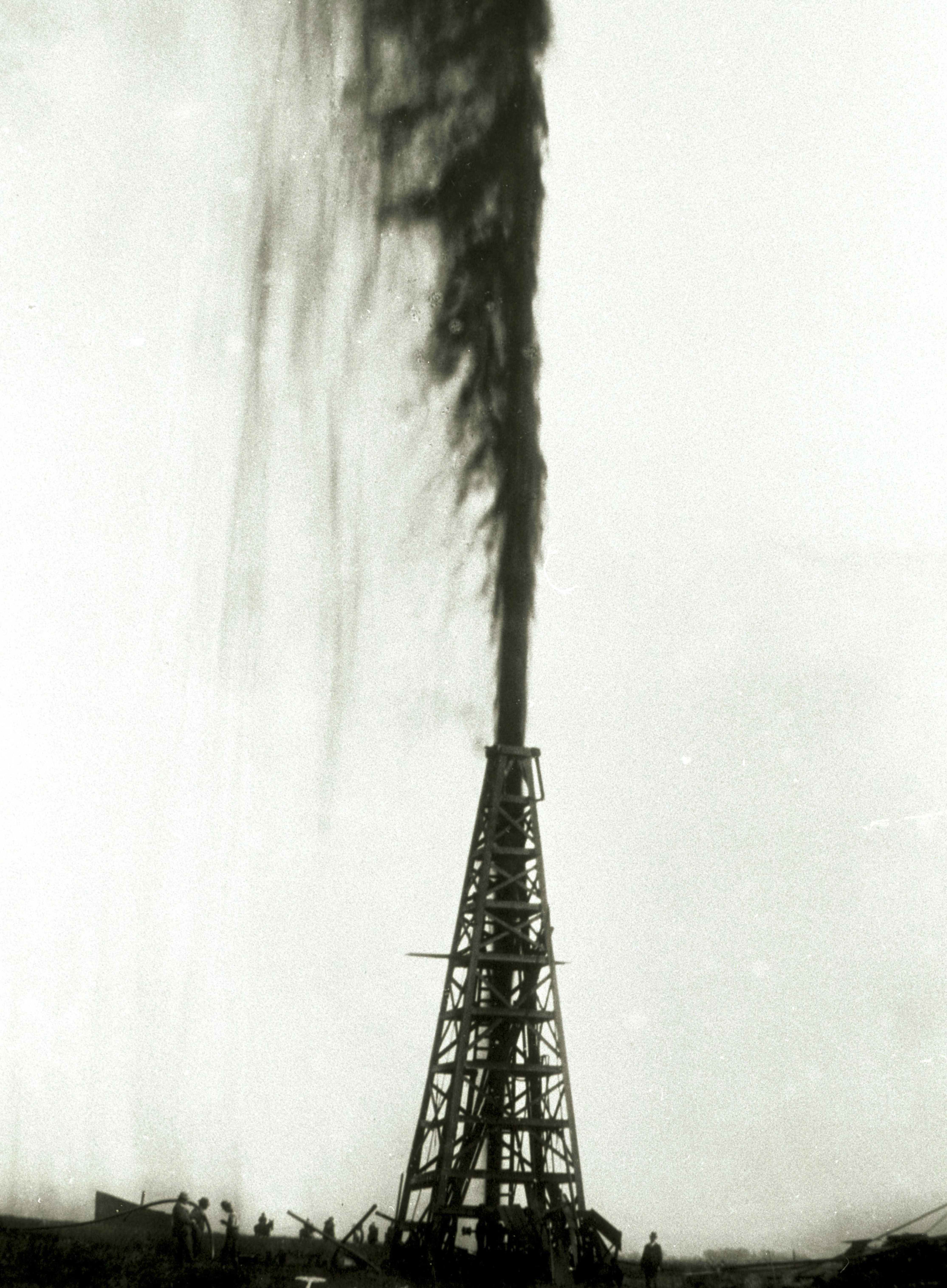
Chorro petrolero en Spindletop.

Pearson comenzó a explorar tierras en Tabasco y el Istmo en 1901 con la intención de encontrar recursos petroleros. Originalmente buscaba encontrar un combustible alterno a la madera para las locomotoras, pero pronto evolucionó a la búsqueda de petróleo, debido al crecimiento de esta industria.

## Actividades iniciales
En 1901 se expidió la Ley del Petróleo, con lo que el presidente Porfirio Díaz buscaba impulsar la actividad petrolera mediante facilidades a inversionistas para la exploración y explotación de territorio federal. La competencia no perdió el tiempo: los petroleros de California, Edward L. Doheny y su socio C.A. Canfield comenzaron a explorar de  la zona de la Huasteca: Tampico, Tamaulipas; Ébano, San Luis Potosí; y Chijol, en el vecino Veracruz. Pearson contrató al descubridor de Spindletop para que indicara los lugares idóneos para comenzar a perforar, siendo señalados Jaltipan, Los Tigres, El Chango y San Cristóbal, áreas cercanas a Minatitlán. Sin embargo, en un principio, los pozos hacían brotar tan poco petróleo crudo que no era costeable refinarlo, por el gran costo que significaba. Teniendo esperanzas en un futuro incremento de producción, Pearson decidió construir una refinería en Minatitlán, pero en 1908 esta sufrió un incendio que causó su cierre temporal.
Con las características de la política industrial del porfiriato, le fue otorgada una concesión de cincuenta años mediante la cual podía importar maquinaria y exportar petróleo libre de impuestos. El gobierno recibiría el 7% de regalías por toda la producción y el estado de Veracruz 3%. Al principio, la baja producción impedía comenzar a exportar petróleo mexicano, por lo que Pearson, aprovechando los bajos precios,  comenzó a comprar crudo de Texas para refinar. 
En 1908 brotó un pozo en San Diego de la Mar, Veracruz de 2000 barriles diarios, y en agosto del mismo año comenzó la organización de la Compañía Mexicana de Petróleo El Águila, fundada finalmente en abril de 1909, que absorbió todas las propiedades petroleras de S. Pearson & Son.
Pearson nombró 

“… un consejo de administración compuesto por miembros pertenecientes a la élite porfirista. Figuraban en él Guillermo de Landa y Escandón, gobernador del Distrito Federal; Enrique C. Creel, gobernador de Chihuahua; Pablo Macedo, miembro del grupo de los Científicos y presidente del consejo de los Ferrocarriles Nacionales; Fernando Pimentel y Fagoaga, empresario y presidente del Banco Central Mexicano; Enrique Tron, empresario y financiero de la ciudad de México y el coronel  Porfirio Díaz, hijo del presidente de México.” 

El pozo Potrero del Llano n.º 4 fue localizado en 1910 en la zona conocida como la Faja del Oro; este pozo brotó con una fuerza de 100 mil barriles diarios y el petróleo crudo obtuvo un puntaje de 21 grados de gravedad, según el American Petroleum Institute. El Águila dejó de importar crudo de Texas y comenzó a exportar. El Águila se convirtió en la empresa petrolera líder en México. Dominaba aproximadamente la mitad del mercado nacional. Su comptidora más cercana era la Huasteca Petroleum Co.

## El Águila después de la Revolución
La llegada de la Revolución mexicana tuvo sus consecuencias negativas en los intereses y administración de El Águila, aunque la había sobrevivido, y había crecido. Los beneficios con los que contaba la Compañía antes del régimen de Madero fueron afectados, como lo fueron los de las empresas competidoras.

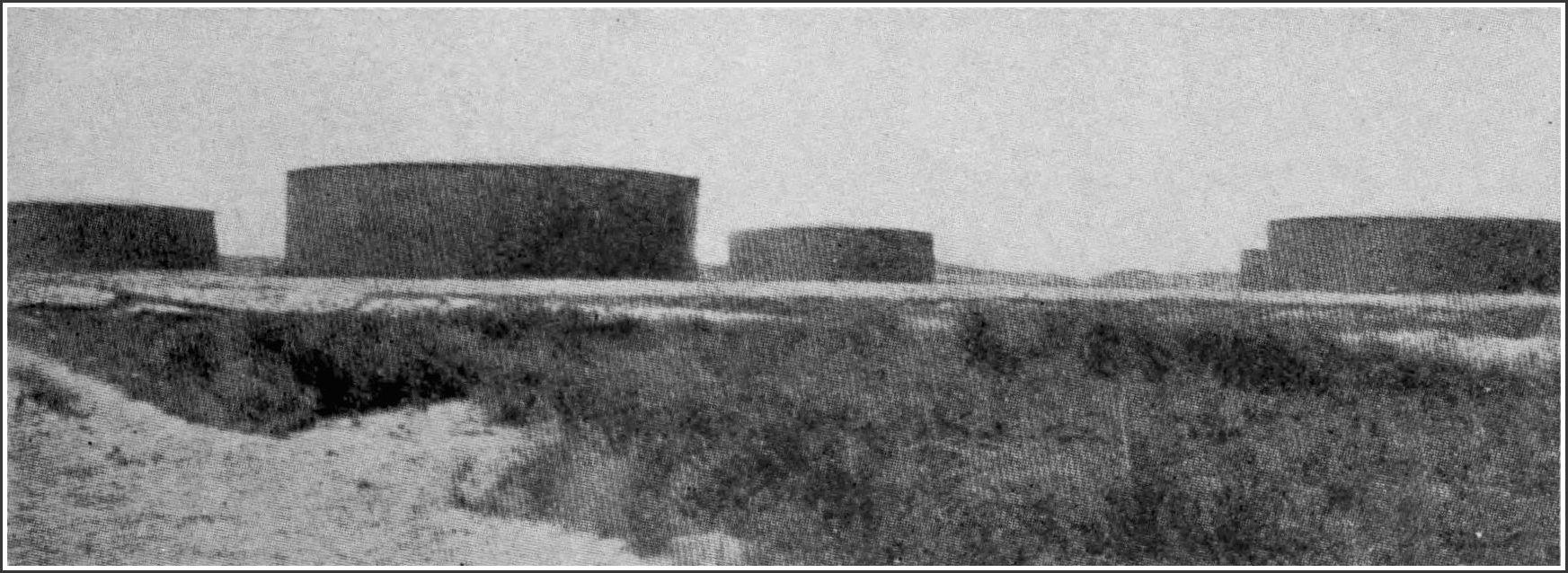
Tanques de almacenamiento para 55,000 barriles de El Águila

El presidente Díaz había actuado en favor de los intereses de El Águila durante su mandato, apoyando y dando prioridad a Pearson antes que a sus competidores estadounidenses y otorgando concesiones favorables a este; sin embargo, los gobiernos sucesivos consideraron esta concesión demasiado generosa ya que iba en contra de los intereses que su mandato requería. 
Cuando explotó la revolución, la Waters-Pierce, principal competidora estadounidense de Pearson, desacreditó a El Águila ligándola al régimen porfirista y a sus vicios. Las limitaciones de El Águila, tanto tecnológicas como políticas, fueron forzando a Pearson a buscar alternativas para evitar los compromisos pactados con el gobierno mexicano, así como éste comenzó a reducir paulatinamente los beneficios fiscales que gozaba la compañía.
En 1912, el gobierno de Francisco I. Madero, bajo la modalidad de impuesto especial del timbre, impuso a la producción de petróleo crudo su primer gravamen. Sin embargo, El Águila continuó las obras que ya había iniciado sobre la margen izquierda del Pánuco. Las abrió dos años más tarde, con el nombre de “Doña Cecilia” hoy se llama ciudad Madero.
La revolución mexicana se recrudeció a raíz de la caída de Madero y el ascenso de Victoriano Huerta al poder. Sin embargo, la Primera Guerra Mundial se tradujo para México en aumento de inversiones es materia petrolera. De Tampico a Minatitlán se vivió un verdadero auge y el general Manuel Peláez, junto con unos barcos de guerra británicos  anclados fuera de las aguas territoriales, aseguraron la paz en la región.
El 31 de enero de 1917 el Congreso Constitucional finalizó el texto que se promulgó el 5 de febrero. La  Constitución Política de los Estados Unidos Mexicanos desagradó profundamente a los petroleros por el artículo 27 que estableció:

Artículo 27: La propiedad de las tierras y aguas comprendidas dentro de los límites del territorio nacional corresponde originalmente a la Nación, la cual ha tenido y tiene derecho de transmitir el dominio de ellas a los particulares constituyendo la propiedad privada […]

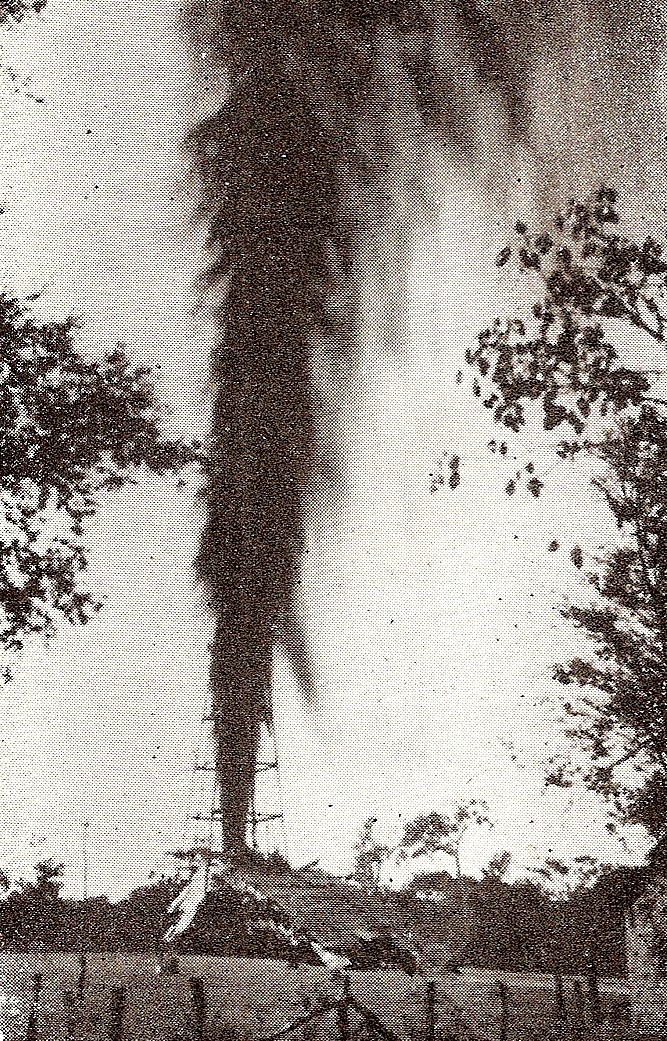
En 1922 el reventón del pozo Barroso II marcó el inicio de la industria petrolera venezolana

Corresponde a la Nación el dominio directo de todos los minerales o substancias que en vetas, mantos, masas o yacimientos constituyan depósitos cuya naturaleza sea distinta de los componentes de los terrenos, tales como los minerales de los que se extraigan metales y metaloides utilizados en la industria; los yacimientos de piedras preciosas, de sal de gema y las salinas formadas directamente por las aguas marinas; los productos derivados de la descomposición de las rocas, cuando su explotación necesite trabajos subterráneos; los fosfatos susceptibles de ser utilizados como fertilizantes; los combustibles minerales sólidos; el petróleo y todos los carburos de hidrógeno sólidos, líquidos o gaseosos.

Los accionistas de las empresas petroleras vieron profundamente afectados sus intereses porque consideraban que, como lo estableció la Constitución de 1857, vigente cuando invirtieron en México, la propiedad del suelo y del subsuelo de sus campos petrolíferos era suya. Ese argumento era irreconciliable con la pretensión de los gobiernos de Venustiano Carranza, Álvaro Obregón, Plutarco Elías Calles, Emilio Portes Gil, Pascual Ortiz Rubio, Abelardo Rodríguez y Lázaro Cárdenas de cambiar sus títulos de propiedad por concesiones a 99 años. 
Ante la nueva legislación, entre 1918 y 1919 Weetman Pearson se dedicó a negociar el traspaso de la Compañía Mexicana de Petróleos El Águila (Mexican Eagle Petroleum Company) a la compañía anglo-holandesa Royal Dutch Shell. En abril de 1919 la petrolera tomó control de la misma y en 1921 formó la Shell-Mex Limited.
En 1921, la industria petrolera mexicana llegó a un pico de producción de 193 millones de barriles anuales, lo que colocó a México como segundo productor mundial, pero estos números bajaron rápidamente: los petroleros dejaron de invertir en el país. Los ingleses comenzaron a explotar el petróleo en Medio Oriente y los estadounidenses en Venezuela, donde en 1922 rindieron frutos sus exploraciones petroleras estadounidenses en Maracaibo. El reventón del pozo Barroso II marcó la gran actividad petrolera que hizo que en 1929 Venezuela fuera el segundo productor mundial.
En México las negociaciones entre los petroleros extranjeros y el gobierno eran tensas y difíciles. Tras una serie de eventos que causaron el enojo de los trabajadores, en 1937 estalló una huelga general contra las compañías petroleras extranjeras, que fue suspendida por el presidente Lázaro Cárdenas, y el 18 de marzo de 1938, después de que la Suprema Corte de Justicia determinó que las compañías debían de responder a las demandas de los trabajadores y éstas se negaron, Cárdenas decretó la expropiación de dichas compañías, incluida El Águila.
Las negociaciones por la indemnización de todos los bienes de El Águila fue larga. Finalmente, en 1963 la compañía fue disuelta legalmente y definitivamente.